# Elodes longulus
Elodes longulus es una especie de coleóptero de la familia Scirtidae.

## Distribución geográfica
Habita en Bulgaria.